# E. Clay Shaw

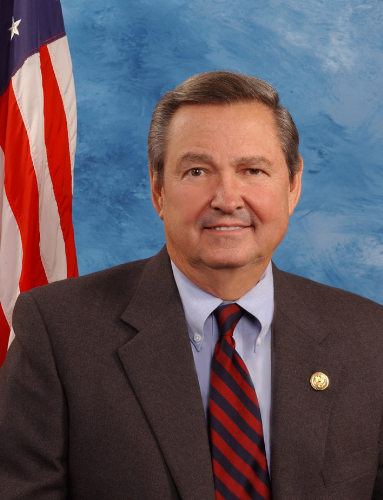
E. Clay Shaw

Eugene Clay Shaw (* 19. April 1939 in Miami, Florida; † 10. September 2013 in Fort Lauderdale, Florida) war ein US-amerikanischer Jurist und Politiker, der den Bundesstaat Florida im US-Repräsentantenhaus vertrat.
Clay Shaw besuchte zunächst die Edison Senior High School in seiner Heimatstadt Miami; danach studierte er an der Stetson University in DeLand und der University of Alabama in Tuscaloosa. Im Anschluss ging er erneut auf die Stetson University, erhielt dort 1966 seinen Juris Doctor am College of Law und wurde als Rechtsanwalt tätig. 1968 wurde er zunächst stellvertretender Prozessanwalt der Stadt Fort Lauderdale; danach war er dort oberster städtischer Staatsanwalt bis 1969 sowie beigeordneter Richter am Stadtgericht bis 1971. Nachdem er von 1973 bis 1975 als Vizebürgermeister von Fort Lauderdale fungiert hatte, übte er von 1975 bis 1980 als Nachfolger von Virginia S. Young das Amt des Bürgermeisters der Stadt aus.
Shaw wurde 1980 als Republikaner in den Kongress gewählt und vertrat dort im Repräsentantenhaus vom 3. Januar 1981 bis zum 3. Januar 2007 zunächst den 12., dann den 15. und schließlich den 22. Wahlbezirk von Florida. Bei den Wahlen des Jahres 2006 unterlag er seinem demokratischen Herausforderer Ron Klein.